# I24NEWS
i24NEWS é um canal de televisão internacional de notícias e atualidades 24 horas com sede em Israel, localizado no Porto de Jaffa, Tel Aviv, Israel. Transmite em hebraico, francês, inglês e árabe. O canal inglês oferece uma revista semanal em espanhol. O proprietário do canal é Patrick Drahi e o CEO é Frank Melloul.
Em fevereiro de 2017, a i24NEWS expandiu-se para o mercado norte-americano e abriu escritórios nos Estados Unidos. O canal possui estúdios em Tel Aviv-Jaffa, Paris, Nova Iorque, Washington e Los Angeles, e implanta correspondentes em outras localidades do mundo. Em setembro de 2021, após os Acordos de Abraão, o canal recebeu uma licença de transmissão dos Emirados Árabes Unidos e abriu seu escritório no Golfo em Dubai Media City. Em maio de 2022, o canal iniciou as suas operações em Marrocos com duas novas sucursais em Rabat e Casablanca.

## Identidade visual
- De 2013 a 2018
- De 2018 a 2021
- Desde 2021

## Distribuição
i24NEWS começou a transmitir em Israel em 29 de agosto de 2018. É oferecido na França (incluindo as Índias Ocidentais Francesas), Bélgica, Luxemburgo, Suíça, Itália, Espanha, Portugal, Polónia e em todo o continente africano. O canal também é transmitido ao vivo em seu site nos três idiomas.